# Francesc Joan Martínez Mojica
Francesc Joan Martínez Mojica, més conegut com a Francis Mojica (Elx, 5 d'octubre de 1963), i que també signa els seus escrits com Francisco JM Mojica, és un microbiòleg, investigador i professor valencià titular del Departament de Fisiologia, Genètica i Microbiologia de la Universitat d'Alacant, conegut principalment per haver realitzat contribucions primerenques (1993) que descrivien les seqüències repetides CRISPR en arquees i el seu paper en els mecanismes d'immunitat de les cèl·lules procariotes. Els seus descobriments van cristal·litzar més tard en el desenvolupament de la tecnologia CRISPR-Cas.

## Recerca
Des que realitzà la seva tesi doctoral amb el tema de les seqüències CRISPR –terme que ell mateix va encunyar com a acrònim de Clustered Regularly Interspaced Short Palindromic Repeats– Mojica ha continuat el seu metòdic i permanent estudi, posant en aquestes seqüències la principal èmfasi de la seva carrera científica. El seu equip va ser el primer (2005) en indicar que les seqüències podrien relacionar-se amb la immunitat dels bacteris davant l'atac de certs virus. Llavors, Mojica no podia imaginar-se que aquest descobriment resultés útil per a l'edició de genomes mitjançant les eines CRISPR-Cas9 desenvolupades per Emmanuelle Charpentier, Jennifer Doudna, Feng Zhang i altres investigadors.
Una segona línia de recerca a la qual es dedica el grup liderat per Mojica a Alacant és la utilització de bacteriòfags com a alternativa als antibiòtics comuns.

## Reconeixements
L'aportació del grup de Mojica té una rellevància indubtable i per les diverses projeccions que el descobriment ha tingut –i que potencialment té– ha estat esmentat com a possible candidat al Premi Nobel de Medicina. Aquesta nominació podria prosperar depenent, segons s'assenyala, de quanta importància assigni l'Acadèmia sueca a la recerca bàsica i als processos amb relació a la importància assignada als productes i resultats.
El 2016 va obtenir el Premi Rei Jaume I a la Recerca Bàsica per les seves contribucions al desenvolupament de la ciència a Espanya.
Ha estat guardonat en la IX edició (2016) amb el Premi Fundació BBVA Fronteres del Coneixement en la categoria de Biomedicina al costat d'Emmanuelle Charpentier i Jennifer Doudna pel seu treball pioner, que ha impulsat la revolució biològica creada per les tècniques CRISPR/Cas 9. Aquestes eines permeten modificar el genoma amb una precisió sense precedents, i de forma molt més senzilla i barata que qualsevol altre mètode anterior. De la mateixa manera que els programes fàcils i intuïtius d'edició de textos, el CRISPR/Cas 9 és capaç d'editar el genoma mitjançant un mecanisme que “retalla i enganxa” seqüències d'ADN. Es tracta d'una tecnologia tan eficaç i poderosa que s'ha difós amb insòlita rapidesa entre laboratoris de tot el món, “com a eina per entendre la funció dels gens i tractar malalties”, segons assenyala l'acta.
El 29 d'abril de 2017 va rebre a Saix (Alacant) el Premi Albert Sols, en la seva XVI edició, a la millor tasca investigadora en Ciències de la Salut.
L'agost de 2017 fou distingit amb el Albany Medical Center Prize, el guardó més important dels Estats Units en el camp de la recerca mèdica, en la categoria de Medicina i Recerca Biomèdica de 2017, per les seves contribucions al desenvolupament del sistema CRISPR/Cas9. Compartí aquest premi amb Emmanuelle Charpentier, Jennifer Doudna, Luciano Marraffini i Feng Zhang.
El 10 de juliol de 2025 és premiat pel seu recorregut professional per l'Institut d'Estudis Catalans a la 10a Nit de la Biologia, on pronuncia un discurs on narra tota la seva trajectòria d'estudis sobre biologia.

## Publicacions
(Selecció presa d'una pàgina institucional de la universitat d'Alacant, així com de les publicacions citades per Lander en el seu article The Heroes of CRISPR)

### Capítols de llibre
- F.J.M. Mojica, R.A. Garrett. Discovery and Seminal Developments in the CRISPR field (2013). In: CRISPR-Cas Systems: RNA-mediated adaptive immunity in Bacteri and Archaea. Barrangou, R. and van der Oost, J. (Eds.) Springer-Verlag Berlin Heidelberg. Cap1. pp 1-31. ISBN 978-3-642-34656-9; DOI: 10.1007/978-3-642-34657-6_1.